# Roel Velasco
Roel Velasco est un boxeur philippin né le 26 juin 1972 à Bago.

## Carrière
Il participe aux Jeux olympiques de Barcelone en 1992 en combattant dans la catégorie des poids mi-mouches et remporte la médaille de bronze. Lors des championnats du monde à Budapest en 1997, il remporte la médaille d'argent.

### Parcours auxJeux olympiques
Jeux olympiques d'été de 1992 à Barcelone (poids mi-mouches) :
- Bat James Wanene (Kenya) 16-1
- Bat Rajendra Prasad (Inde) 15-6
- Bat Rowan Williams (Grande-Bretagne) 7-6
- Perd contre Rogelio Marcelo (Cuba) par arrêt de l'arbitre au 1er round

## Référence
1. ↑  (en) Résultats des Jeux olympiques 1992 (amateur-boxing.strefa.pl)